# 大约是爱
《大约是爱》（英語：About is Love），中国偶像剧，共2季。本剧改编自李李翔的同名小说，由彦希、许晓诺领衔主演，腾讯视频第一季于2018年12月3日首播。第二季于2022年3月6日腾讯视频和爱奇艺首播。

## 播出时间
| 频道     | 所在地   | 播映日期      | 播出时间                                            | 备注 |
| -------- | -------- | ------------- | --------------------------------------------------- | ---- |
| 腾讯视频 | 中国大陆 | 2018年12月3日 | 非会员每周一－三20：00更新2集，会员每周一提前看下周 |      |

## 演员列表

### 主要演員
| 演員   | 角色 | 介紹 |
| 彦希   | 衛卿 | 云玛集团总裁，怕貓，因為被衛恆（衛卿父親）誤會以為他傷了甯非的貓，因此打了他一巴掌，從此十分厭惡貓的存在。十八岁时的一场变故让卫卿患上了严重的洁癖症，尽管顶着公司高管的闪耀光环，却无法与异性接触和交往，卫卿深受其扰，為了找尋能拯救他的人，他幾乎半個月換一個女友。十年后，因为一场无厘头醉酒，卫卿意外邂逅了二十二岁的美术生周是，触碰后本以为“大难临头”却发现毫无抵触。于是，一个以治病为目的的协议就此产生，卫卿在逐渐好转的同时对周是日久生情。 |
| 许晓诺 | 周是 | 原名周詩，改名為周是，美术绘画专业的大四学生，呆萌大力女。因為十一岁那年父親欠債，一路逃債到寧海，因此從小最恨欠人東西和人情。起初單戀著鄰家哥哥李明成，經歷三次以失敗告終的表白後決定放棄這份情感，後來慢慢喜歡上衛卿。虽来自清贫的家庭，却保有着正直、勇敢、热情、乐于助人、永不放弃的個性。 |

### 其他演员
| 演員                        | 角色      | 介紹 |
| 蔡乙嘉                      | 甯非/尋然 | 不到19歲的貓系男孩，常被林菲菲戲稱個性像貓一樣。父親是著名陶藝大師，與衛家為世交，父親過世後被送至孤兒院，之後衛卿父親接到衛家一同生活，喜歡畫畫擁有藝術作畫天分，比衛卿小十歲。真實身分是藝術界著名繪畫大師尋然。被安排以學生的身分在光華視覺美術系就讀，並住進其父生前的畫室。因為住在林菲菲家樓上，因打破碗而結識，最後跟林菲菲在一起。 |
| 杨欣颖                      | 林菲菲    | 喜欢钱但真心待朋友，每一段感情都是真心付出。和周是、畢秋靜是室友關係。因為住在甯非家樓下，因打破碗而結識，最後跟甯非在一起。 |
| 胡文喆                      | 李明成    | 委託周媽媽要好好照顧周是。智商很高的邻家哥哥型学霸，虽然学习成绩一路开挂，却在少男少女该悸动的青涩恋情上稍显迟钝。與周是為青梅竹馬兼，虽然待人温和，但在必要时期一边能用语言击退对方。圍棋業餘六段，因畢秋靜圍棋解關速度比他快許多，因而吸引了他，最後跟毕秋静結婚。                                                                       |
| 李心博                      | 毕秋静    | 化學系三年級，觀察力敏銳，和李明成同為學霸，被周是戲稱學神姊姊。光華視覺的保送生，因為覺得高考一年一次難得，所以勉為其難的參加高考。卻不料考英文那科的前一天海鮮中毒，因此缺考，其餘皆滿分。與周是、林菲菲、甯非是室友。最後跟李明成結婚。                                                                                                 |
| 周耀                        | 何蔚      | 衛卿的舅舅，和衛卿差2歲。忌妒衛卿靠關係能贏得事業，自己卻待在一個小小雜誌社。因為衛恆的死去，總是挑撥他們母子的關係。只要衛卿一有新女友，何蔚就會去爭奪，過沒多久又分手。因為一隻手錶，誤以為林菲菲是衛卿女友。 |
| 付乐莹                      | 张冉瑜    | 曾因冒充周是成為衛卿的救命恩人，而成為衛卿的女友。忌妒心強。和張帥是表姊弟關係。 |
| 褚前                        | 张帅      | 美術系系草，喜歡周是。因為喜歡周是的關係，逐漸跟表姊張冉瑜走近，為了陷害衛卿，在山坡上故意讓甯非受傷並嫁禍給衛卿。 |
| 王赛蓉                      | 薛姿      | 甯非孤兒院時期女扮男裝的哥哥。非常喜歡尋然的作品，外界傳言將成為斯諾集團的繼承人，有不為人知的秘密，其實自己是被領養的，跟甯非曾在同一間孤兒院。 |
| 徐方舟                      | 薛玏      | 薛姿的弟弟。喜歡林菲菲。 |
| 第一季:龚思乐 第二季:姜震昊 | 衛安      | 衛卿的助理。 |
| 第一季:盧星宇 第二季:王之民 | 衛恒      | 衛卿的父親，在畫廊藝術上很有造詣。 |
| 張瑞珈                      | 何蘊      | 衛卿的母親。 |
| 張慶慶                      | 肖主任    | |
| 谢承颖                      | 陳麗云    | |
| 張子璇                      | Sheely    | |
| 張銀龍                      | 高楊      | 林菲菲的前男友。 |

## 电视原声带
| 曲序 | 曲目                                      |                | 作曲   | 演唱   |
| ---- | ----------------------------------------- | -------------- | ------ | ------ |
| 1.   | LOVE YOU MORE爱你多一些（片头曲、主題曲） | 陈傑瑞         | 陈傑瑞 | 陈傑瑞 |
| 2.   | 我渴望的我们（片尾曲）                    | 严艺丹         | 严艺丹 | 严艺丹 |
| 3.   | 微笑的力量（插曲）                        | 陈谦文、吴易纬 | 陈谦文 | 陈谦文 |
| 4.   | 关于寂寞（插曲）                          | 陈钰羲         | 陈钰羲 | 陈谦文 |
| 5.   | 流星不下雨（插曲）                        | 严艺丹         | 严艺丹 | 严艺丹 |
| 6.   | 我渴望的我们（男声版）（插曲）            | 严艺丹         | 严艺丹 | 关皓译 |

第二季原声帶